# Synagoge Korb

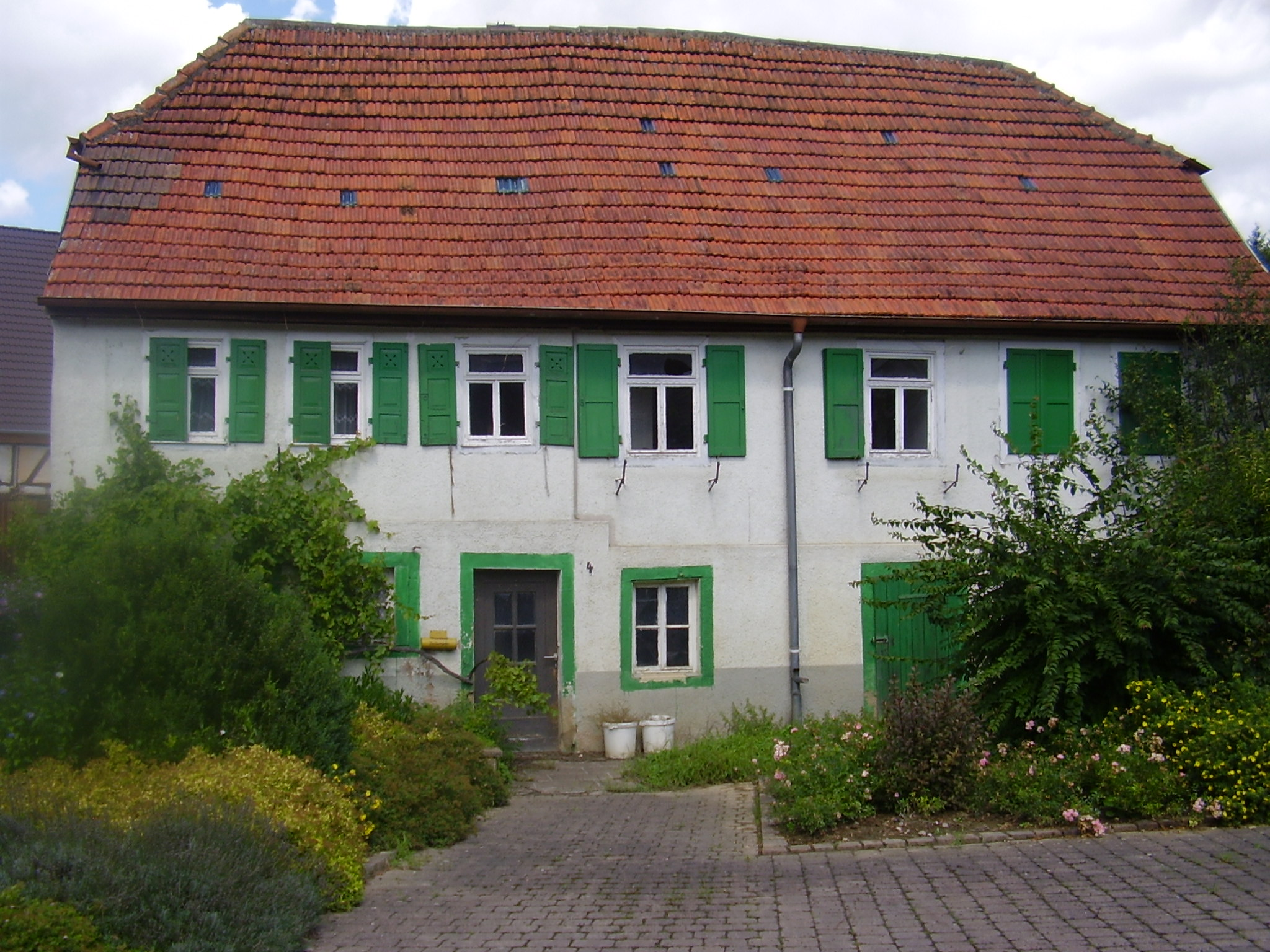
Synagoge in Korb

Die Synagoge in Korb, einem Ortsteil von Möckmühl im Landkreis Heilbronn im nördlichen Baden-Württemberg, befand sich im Dachgeschoss eines 1824 errichteten Gebäudes in der Sennfelder Straße 4. Das Gebäude sowie Reste der Synagogen-Innenverkleidung sind erhalten.

## Geschichte
Eine jüdische Gemeinde in Korb bestand seit dem 18. Jahrhundert und zählte im Jahr 1828 90 Personen. 1824 errichtete man an der Sennfelder Straße 4 ein Gebäude mit Synagoge im Dachstuhl, Schullokal im Untergeschoss, Wohnung des Vorbeters sowie einer Mikwe (rituelles Tauchbad), die 1851 vom hinteren Teil des Hauses in den Bereich links vom Eingang verlegt wurde.
Die Gemeinde wurde 1832 Filiale der jüdischen Gemeinde Olnhausen innerhalb des Bezirksrabbinats Berlichingen, woraufhin zunächst keine Gottesdienste mehr in Korb abgehalten wurden. Da der Weg zum Gottesdienst nach Olnhausen beschwerlich war, erhielt die Gemeinde 1835 wieder die Erlaubnis zur Abhaltung eigener Gottesdienste mit eigenem Vorbeter, der gleichzeitig auch jüdischer Lehrer war. 1866 wurde das Gebäude renoviert.
Durch den starken Rückgang der Gemeindegröße infolge von Ab- und Auswanderung ab der Mitte des 19. Jahrhunderts wurde die zuletzt nur noch wenige Personen umfassende und dem Bezirksrabbinat Merchingen unterstellte jüdische Gemeinde 1903 aufgelöst, womit auch die Gottesdienste in dem Gebäude endeten. Die verbliebenen Juden in Korb besuchten künftig den Gottesdienst in Sennfeld. Das Synagogengebäude war zuletzt im Besitz der jüdischen Familie Rosenfeld, mit der 1926 die letzten Juden den Ort verließen.
Das Gebäude wurde auch weiterhin zu Wohnzwecken genutzt, im Dachgeschoss sind Reste der bemalten Innenverkleidung der Synagoge mit goldenen Sternen auf blauem Grund erhalten.